# マンヤン県

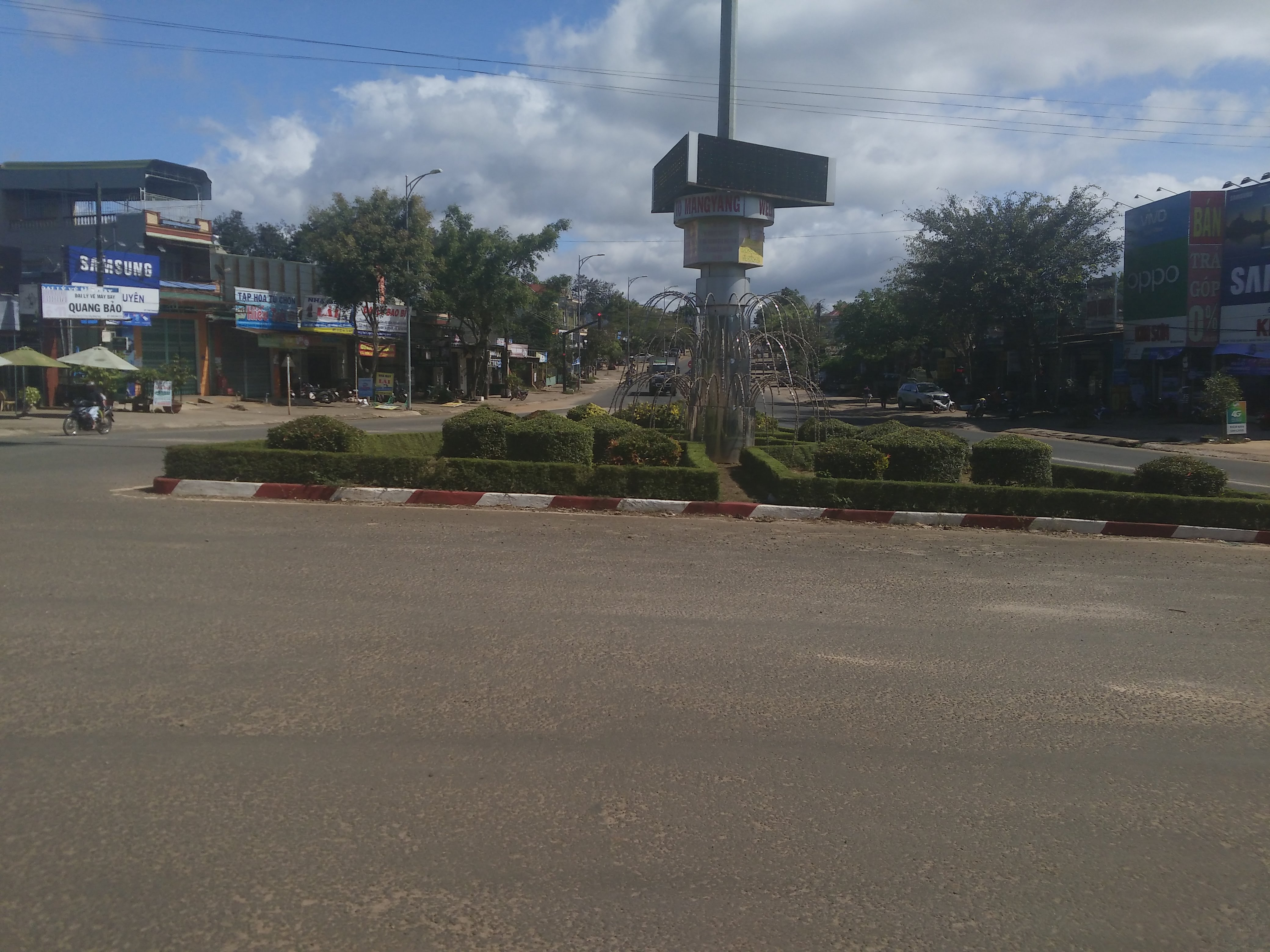

マンヤン県（マンヤンけん、ベトナム語：Huyện Mang Yang?）は、ベトナム社会主義共和国ザライ省の県である。

## 行政区画
1市鎮11社から構成される。